# Olympiakos Syndesmos Filathlōn Peiraiōs 2015-2016 (pallavolo maschile)
Questa voce raccoglie le informazioni riguardanti l'Olympiakos Syndesmos Filathlōn Peiraiōs nella stagione 2015-2016.

## Organigramma societario
Area direttiva
- Presidente: Michalīs Kountourīs

Area organizzativa
- Team manager: Nikos Mantouvalos

Area tecnica
- Primo allenatore: Roberto Piazza
- Secondo allenatore: Giannīs Fakas
- Allenatore: Kyriakos Moutesidīs
- Scoutman: Giannīs Geōrgiadīs

Area sanitaria
- Preparatore atletico: Giōrgos Tsikourīs
- Fisioterapista: Giōrgos Papageōrgiou

## Rosa
| N° | Nome                    | Ruolo | Data di nascita   | Nazionalità sportiva |
| -- | ----------------------- | ----- | ----------------- | -------------------- |
| 1  | Harīs Sakoglou          | O     | 1º luglio 1990    | Grecia               |
| 4  | Dimītrīs Soultanopoulos | C     | 3 settembre 1981  | Grecia               |
| 5  | Kōnstantinos Stivachtīs | P     | 22 maggio 1980    | Grecia               |
| 7  | Dmytro Filippov         | P     | 4 dicembre 1990   | Grecia               |
| 8  | Hermans Egleskalns      | O     | 8 dicembre 1990   | Lettonia             |
| 9  | Menelaos Kokkinakīs     | S     | 21 gennaio 1993   | Grecia               |
| 10 | Božidar Ćuk             | S     | 13 giugno 1992    | Montenegro           |
| 11 | Konrad Gouzda           | L     | 25 settembre 1990 | Grecia               |
| 12 | Chrīstos Papadopoulos   | C     | 25 novembre 1986  | Grecia               |
| 14 | Markos Galiōtos         | P     | 23 agosto 1996    | Grecia               |
| 15 | Nikos Delīprimīs        | S     | 17 maggio 1990    | Grecia               |
| 16 | František Ogurčák       | S     | 24 aprile 1984    | Slovacchia           |
| 17 | Kōstas Tampouratzīs     | L     | 3 settembre 1983  | Grecia               |
| 18 | Giōrgos Sfendylakīs     | C     | 12 dicembre 1988  | Grecia               |
| 19 | Andrei Spînu            | C     | 3 settembre 1983  | Romania              |